# Sebastião Landulfo da Rocha Medrado
Sebastião Landulfo da Rocha Medrado (Mucugê, 15 de setembro de 1865 — Castro Alves, 14 de janeiro de 1937) foi um político brasileiro. Exerceu o mandato de deputado federal constituinte pela Bahia em 1891.